# 30. granátnická divize SS (2. ruská)
30. Waffen-Grenadier Division der SS (russische Nr. 2) byla vytvořena v srpnu 1944 v Polsku z Schutzmannschaft-Brigade Siegling. Důstojníci a poddůstojníci byli Němci, ale většinu mužstva tvořili Rusové. Byli zde také Bělorusové, Ukrajinci, Arméni, Tataři a nejméně jeden Čech.
V srpnu 1944 byla divize poslána do Francie, kde bojovala s francouzským hnutím odporu. V září se divize připojila ke všeobecnému ústupu zpět do třetí říše a v prosinci 1944 došlo na švýcarských hranicích k jejímu rozpuštění. Důstojníci byly přeřazeni do 38. SS-Panzergrenadier Division „Nibelungen“, spolehliví vojáci do Waffen-Grenadier-Brigade der SS (weißruthenische Nr. 1) a nespolehliví do ROA generála Vlasova.
Během celé existence 30. Waffen-Grenadier Division der SS (russische Nr. 2) docházelo k masové dezerci, vyhýbání se boji a také došlo ke vzpouře dvou praporů, při níž byli zabiti mnozí důstojníci a poddůstojníci.

## Velitelé
- SS-Obersturmbannführer Hans Siegling[1]

## Bojová sestava
Podle:
- Waffen-Granadier Regiment der SS 75
- Waffen-Granadier Regiment der SS 76
- Waffen-Granadier Regiment der SS 77
- SS-Artillerie Abteilung 30
- SS-Aufklärungs-Abteilung 30
- SS-Füsilier-Kompanie
- SS-Pionier-Kompanie
- SS-Nachrichten-Kompanie
- SS-Sanitäts-Abteilung 30
- SS-Panzerspäh-Kompanie
- SS-Feldersatz-Bataillon